# Wolterstorffina chirioi
Wolterstorffina chirioi és una espècie d'amfibi del Camerun que es troba amenaçada d'extinció per la pèrdua del seu hàbitat natural.